# Marian Machura
Marian Machura (ur. 14 sierpnia 1933 w Borowicy, zm. 15 października 2016) – polski organista i kompozytor muzyki sakralnej, wykładowca akademicki.

## Życiorys
Ukończył Państwową Średnią Szkołę Muzyczną w Lublinie w klasie organów (1953) oraz Akademię Muzyczną w Krakowie (1959). Od 1953 roku był organistą w opactwie benedyktynów w Tyńcu. Uczył chorału gregoriańskiego m.in. w Seminarium Księży Misjonarzy (1965–1968) oraz Krakowskim Seminarium Duchownym (1968–1978), a w latach 1969–1987 uczył harmonii, kontrapunktu, folkloru oraz gry organowej w Państwowym Liceum Muzycznym im. Fryderyka Chopina. Był starszym wykładowcą w katedrze organów krakowskiej Akademii Muzycznej (1980–2000) oraz kierownikiem Sekcji Muzyki Liturgicznej w Instytucie Liturgicznym Papieskiej Akademii Teologicznej w Krakowie (1974–1998). Publikował artykuły o tematyce muzycznej na łamach „Tygodnika Powszechnego” oraz „Ruchu Biblijnego i Liturgicznego”.

## Twórczość
Od 1962 roku koncertował w kraju i za granicą. Dwukrotnie akompaniował do mszy, odprawianych przez Jana Pawła II na krakowskich Błoniach podczas I i II papieskiej pielgrzymki do Polski (1979 i 1983). Był twórcą odbywających się od 1970 roku Recitali Tynieckich. W latach 1991–2000 dokonał szeregu nagrań pieśni sakralnych wraz ze scholą oo. Paulinów.
Komponował muzykę sakralną m.in. dwie msze oraz melodie do Liturgii Godzin (m.in. na Triduum Paschalne, Wielkanoc, Boże Ciało oraz uroczystość Niepokalanego Poczęcia Najświętszej Maryi Panny). Był autorem muzyki do pieśni kościelnych do słów Marka Skwarnickiego oraz melodii do psalmów responsoryjnych, modlitwy wiernych, antyfon i hymnów.
Był założycielem Regionalnego Zespół Pieśni i Tańca „Tyniec”, dla potrzeb którego zbierał i opracowywał melodie ludowe. Prowadzony przez niego zespół w 1967 roku zdobył II nagrodę na Festiwalu Zespołów Ludowych Polski Południowej, a w 1968 roku został uhonorowany Medalem 1000-lecia Państwa Polskiego.

## Nagrody i odznaczenia
W uznaniu swych zasług został odznaczony Złotym Krzyżem Zasługi (1980), Medalem „Pro Ecclesia et Pontifice” (1981) oraz Orderem Świętego Sylwestra (2001). Otrzymał również odznakę „Zasłużony Działacz Kultury” (1974), Złotą Odznakę ZNP (1978) oraz odznakę „Zasłużony dla Papieskiej Akademii Teologicznej” (1997).